# Перуж
Перу́ж (фр. Perouges) — коммуна в департаменте Эн, Франция. Это средневековый городок, находящийся в 30 км на северо-восток от Лиона.

## История
Предположительно Перуж был основан колонией галлов, возвращавшихся из города Перулья в Италии. В 1236 году город обрёл коммунальную свободу. В 1601 году город официально стал французским.[стиль]

## Население
Население коммуны на 2010 год составляло 1204 человека.
| 1962 | 1968 | 1975 | 1982 | 1990 | 1999 | 2010 |
| ---- | ---- | ---- | ---- | ---- | ---- | ---- |
| 474  | 489  | 531  | 658  | 851  | 1103 | 1204 |

## Достопримечательности
Город отлично сохранился со средневековых времен: двое городских ворот и сама стена, а также каменные домики. Центром городка является живописная площадь La place du tilleul, чье название дословно переводится как «Липовая площадь». Кроме того, внимания заслуживает старинная церковь XV века, построенная у входа в город. Её строительство продолжалось 60 лет.